# Zamfara
Zamfara är en delstat i nordvästra Nigeria, gränsande till Niger i norr. Den bildades 1996 och var tidigare en del av Sokoto. Zamfara är en av de delstater som infört sharia.[källa behövs]